# Bruttoersatzquote
Die Bruttoersatzquote bezeichnet im Zusammenhang mit Daten und Statistiken zur Altersvorsorge das Verhältnis zwischen den Bruttoeinkommen und den Brutto-Altersrenten – also die Höhe der Rentenbezüge aus gesetzlichen öffentlichen sowie privaten Rentenversicherungen im Verhältnis zur Höhe des Verdiensts während der jeweiligen Erwerbstätigkeit.

## Entwicklung
Anfang Juli 2019 gab die Organisation für wirtschaftliche Zusammenarbeit und Entwicklung (OECD) die künftige Bruttoersatzquote für Durchschnittsverdienende mit ungebrochener Erwerbsbiografie im Durchschnitt der 35 OECD-Länder mit 53 % für Männer und 52 % für Frauen an; dabei bestünden zwischen den Ländern große Unterschiede: Am unteren Ende der Skala das Vereinigte Königreich, wo Menschen, die damals dort mit 20 Jahren zu arbeiten begönnen hätten, künftige Bruttoersatzquoten von 22 % des Durchschnittsverdiensts erwarten hätten können, während in den Niederlanden am oberen Ende der Skala mit Ersatzquoten von fast 97 % zu rechnen gewesen sei.
Ende März 2024 gab der Freiburger Soziologie-Professor Berthold Dietz in einem Zeitungsinterview an, dass die Bruttoersatzquote in Deutschland bei fast 39 % liege, in Österreich bei über 77 und im OECD-Schnitt bei knapp 70 % – „ein deutlicher Unterschied mit gewaltiger sozialer Sprengkraft“.

## Nettoersatzquote
Die Nettoersatzquote wiederum berechnet sich nach dem „individuellen Netto-Rentenanspruch dividiert durch das Nettoarbeitsentgelt vor dem jeweiligen Renteneintritt, unter Berücksichtigung der von Erwerbstätigen und Rentnern zu leistenden Einkommensteuern und Sozialversicherungsbeiträge“: Sie gibt also das Verhältnis der Altersrente zum Nettolohn vor Renteneintritt wieder.
Laut dem Bericht Pensions at a Glance 2017 – OECD and G20 Indicators („Renten auf einen Blick 2017 – OECD- und G20-Indikatoren“) lag die die Nettoersatzquote für Durchschnittsverdienende im öffentlichen und gesetzlich vorgeschriebenen privaten Altersvorsorgesystem im OECD-Durchschnitt bei 63 %; bei Hinzurechnung der freiwilligen privaten Altersvorsorge bei 69 % und unter Berücksichtigung der freiwilligen privaten Systeme in acht OECD-Ländern, in denen solche Systeme etabliert sind, bei 74 % im Vergleich zu 62 % damals nach Bruttowerten.
2021 verglich die OECD die Nettoersatzquoten von 27 Ländern: Die Türkei lag dort mit über 103 % an der Spitze, vor Ungarn mit 94 %; Schlusslicht bildete Litauen mit fast 31 nach Estland mit knapp 34 %, Deutschland lag mit knapp 53 % auf dem sechstletzten Platz.